# Blériot-SPAD S.81
Blériot-SPAD S.81 là một loại máy bay tiêm kích của Pháp, được phát triển vào năm 1923 theo yêu cầu của Không quân Pháp.

## Biến thể
- S.81.01
- S.81/1
  - S.81-bis
- S.81/2
- S.81/3
- S.81/4
- S.81/6

## Quốc gia sử dụng
Pháp
- Không quân Pháp

## Tính năng kỹ chiến thuật (S.81/1)
Đặc điểm tổng quát
- Kíp lái: 1
- Chiều dài: 6.40 m (21 ft 0 in)
- Sải cánh: 9.61 m (31 ft 6 in)
- Chiều cao: 2.90 m (9 ft 6 in)
- Diện tích cánh: 30.0 m2 (323 ft2)
- Trọng lượng rỗng: 846 kg (1.865 lb)
- Trọng lượng có tải: 1.266 kg (2.791 lb)
- Powerplant: 1 × Hispano-Suiza 8Fb, 224 kW (300 hp)

Hiệu suất bay
- Vận tốc cực đại: 240 km/h (149 mph)
- Tầm bay: 500 km (311 dặm)
- Vận tốc lên cao: 6 m/s (1.180 ft/phút)

Vũ khí trang bị
- 2 × Súng máy Vickers.303